# ニコラ・チュミッチ
ニコラ・チュミッチ（セルビア語: Никола Чумић, ラテン文字転写: Nikola Čumić、1998年11月20日 - ）は、セルビアのサッカー選手。ポジションはミッドフィールダー。

## 経歴

### スロボダ・ウジツェ
GFKスロボダ・ウジツェの下部組織を経て、2015年5月13日のFKマチュヴァ・シャバツ戦でプロデビューを果たした。

### メタラツ
2016年の夏、FKメタラツ・ゴルニ・ミラノヴァツに3年契約で移籍した。2016年7月29日のレッドスター・ベオグラード戦でセルビア・スーペルリーガデビューを果たし、2016年8月14日のFKヴォジュドヴァツ戦で初めて先発出場した。

### ラドニチュキ・ニシュ
2018年の冬、FKラドニチュキ・ニシュと契約した。

### オリンピアコス
2019年12月19日、オリンピアコスFCに移籍金50万ユーロで加入し、2019-20シーズン終了まではラドニチュキにレンタル移籍という形で残留することとなった。
2020年9月16日、セグンダ・ディビシオンのスポルティング・デ・ヒホンに1年契約でレンタル移籍した。
2021年8月31日、FCルツェルンに1年契約でレンタル移籍した。

### ヴォイヴォディナ
2022年9月1日、セルビア・スーペルリーガのFKヴォイヴォディナ・ノヴィ・サドと3年契約を締結した。

### ルビン・カザン
2023年9月14日、ロシアサッカー・プレミアリーグのFCルビン・カザンと4年契約を締結した。